# Erynnia tortricis
Erynnia tortricis är en tvåvingeart som först beskrevs av Daniel William Coquillett 1895.  Erynnia tortricis ingår i släktet Erynnia och familjen parasitflugor. Inga underarter finns listade i Catalogue of Life.